# 共謀者
《共謀者》（韓語：공모자들）是一部2012年上映的韓國犯罪電影，以人體器官買賣為題材，將故事背景設置在一艘往返韓中兩國間的游輪上，導演將片中摘取人體器官的場景安排在象征著潔淨的桑拿室更顯反差。

## 劇情介紹
英奎曾是從事非法人體器官交易集團成員，因為三年前一次失敗的行動，使得同伴墜海死亡，從此金盆洗手。但是所暗戀的女孩幼梨，她的父親重病急需用錢，使得英奎決定重操舊業。
在駛往中國威海的游輪上，一對年輕夫妻尚浩和彩熙展開甜蜜旅程，在尚浩短暫離開之時，行動不便的彩熙卻突然失蹤了......

## 演員陣容
- 任昌丁 飾 英奎
- 崔丹尼爾 飾 李尚浩
- 吳達庶 飾 慶載（負責摘除器官的外科醫生）
- 趙允熙 飾 幼梨
- 鄭智胤 飾 尹彩熙（尚浩妻子）
- 趙達煥 飾 準植
- 李英勳 飾 大雄
- 申承煥 飾 東裴
- 崔日和 飾 幼梨父
- 李文秀 飾 吳博士
- 金彩華 飾 春子
- 許俊碩
- 韓恩善

## 外部連結
- 官方网站
- NAVER電影 （页面存档备份，存于）
- 豆瓣电影上《共謀者》的資料 （简体中文）